# Alejandro Occhionero
Alejandro Occhionero (n. 12 de septiembre de 1964, Necochea, Provincia de Buenos Aires) es un piloto argentino de automovilismo de velocidad, actualmente retirado. Compitió, entre otras categorías, en Fórmula Renault Argentina, Turismo Carretera, Top Race y TC 2000.

## Resultados

### Turismo Competición 2000
| Año  | Equipo                   | Auto           | 1    | 2   | 3   | 4   | 5   | 6  | 7   | 8   | 9   | 10  | 11  | 12    | 13 | 14 | Res. | Puntos |
| ---- | ------------------------ | -------------- | ---- | --- | --- | --- | --- | -- | --- | --- | --- | --- | --- | ----- | -- | -- | ---- | ------ |
| 2005 |                          |                | BA I | PAR | VIE | SJU | OLA | AG | CUR | OBE | RAF | SRA | CON | BA II | SL | GR | -    | 0      |
| 2005 | Italcred Fineschi Racing | Honda Civic VI | Ret  | NL  |     |     |     |    |     |     |     |     |     |       |    |    | -    | 0      |